# Los Corrales
Los Corrales è un comune spagnolo di 4 073 abitanti situato nella comunità autonoma dell'Andalusia.